# モンレアーレ (パレルモ県)
モンレアーレ（イタリア語: Monreale, シチリア語: Murriali）は、イタリア共和国シチリア自治州パレルモ県にある都市であり、その周辺地域を含む人口約3万9000人の基礎自治体（コムーネ）。
中心市街はパレルモ近郊にあり、中世には首都大司教座が置かれた。12世紀に築かれたムーア＝ビザンティンのすばらしいドゥオーモ（モンレアーレ大聖堂）が有名で、世界遺産「パレルモのアラブ＝ノルマン様式建造物群およびチェファル大聖堂、モンレアーレ大聖堂」を構成している。

## 地理

### 位置・広がり
シチリア島西部にある都市で、パレルモ県西部に位置する。モンレアーレの中心市街はコムーネの北端に位置し、州都・県都パレルモから南西へ7km、アルカモから東北東へ30kmの距離にある。
コムーネ面積はイタリア第6位の広さである。23のコムーネと接しているが、隣接コムーネ数はローマに次いで第2位の多さである。その領域は複雑な形状となっており、コムーネ中部にはサン・チピレッロとサン・ジュゼッペ・イアートの2コムーネが周囲を完全に取り囲まれた形で存在しているほか、西部ではカンポレアーレがほぼ取り囲まれた形で存在する。西南部ではトラーパニ県と接している。

#### 隣接コムーネ
隣接するコムーネは以下の通り。括弧内のTPはトラーパニ県所属を示す。
| - アルカモ (TP) - アルトフォンテ - ビザックイーノ - ボルジェット - カラタフィーミ＝セジェスタ (TP) - カンポレアーレ - カリーニ - コンテッサ・エンテッリーナ - コルレオーネ - ジャルディネッロ - ジベッリーナ (TP) | - ゴドラーノ - マリネーオ - モンテレプレ - パレルモ - パルティニーコ - ピアーナ・デッリ・アルバネージ - ポッジョレアーレ (TP) - ロッカメーナ - サン・チピレッロ - サン・ジュゼッペ・イアート - サンタ・クリスティーナ・ジェーラ - トッレッタ |

## 行政

### 分離集落
以下の分離集落（フラツィオーネ）がある。
- Aquino, Borgo Fraccia, Borgo Schirò, Cicio di Monreale, Giacalone, Grisì, Monte Caputo, Malpasso, Pietra, Pioppo, Poggio San Francesco, San Martino delle Scale, Sirignano, Sparacia, Tagliavia, Villaciambra

## ギャラリー

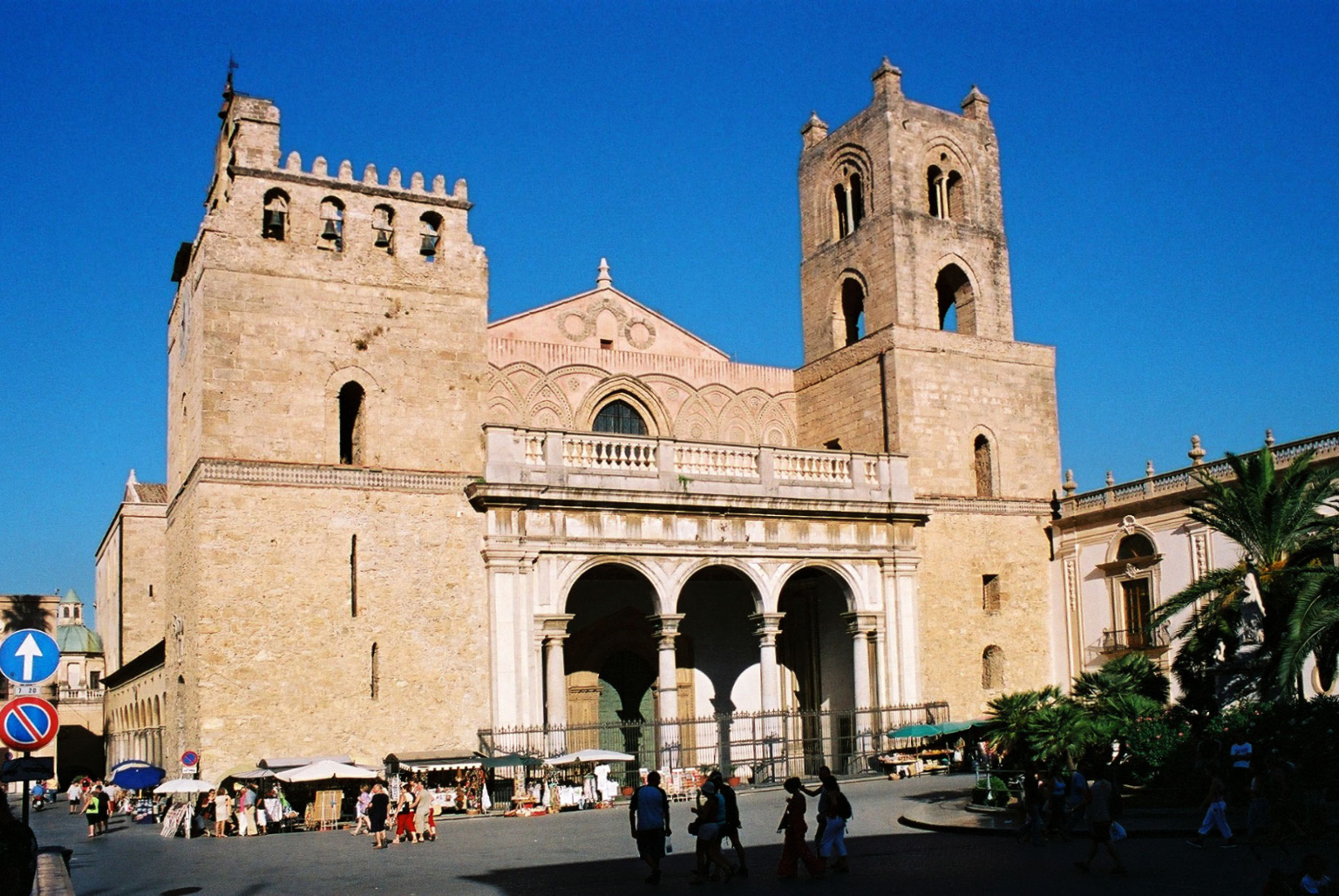
教会堂
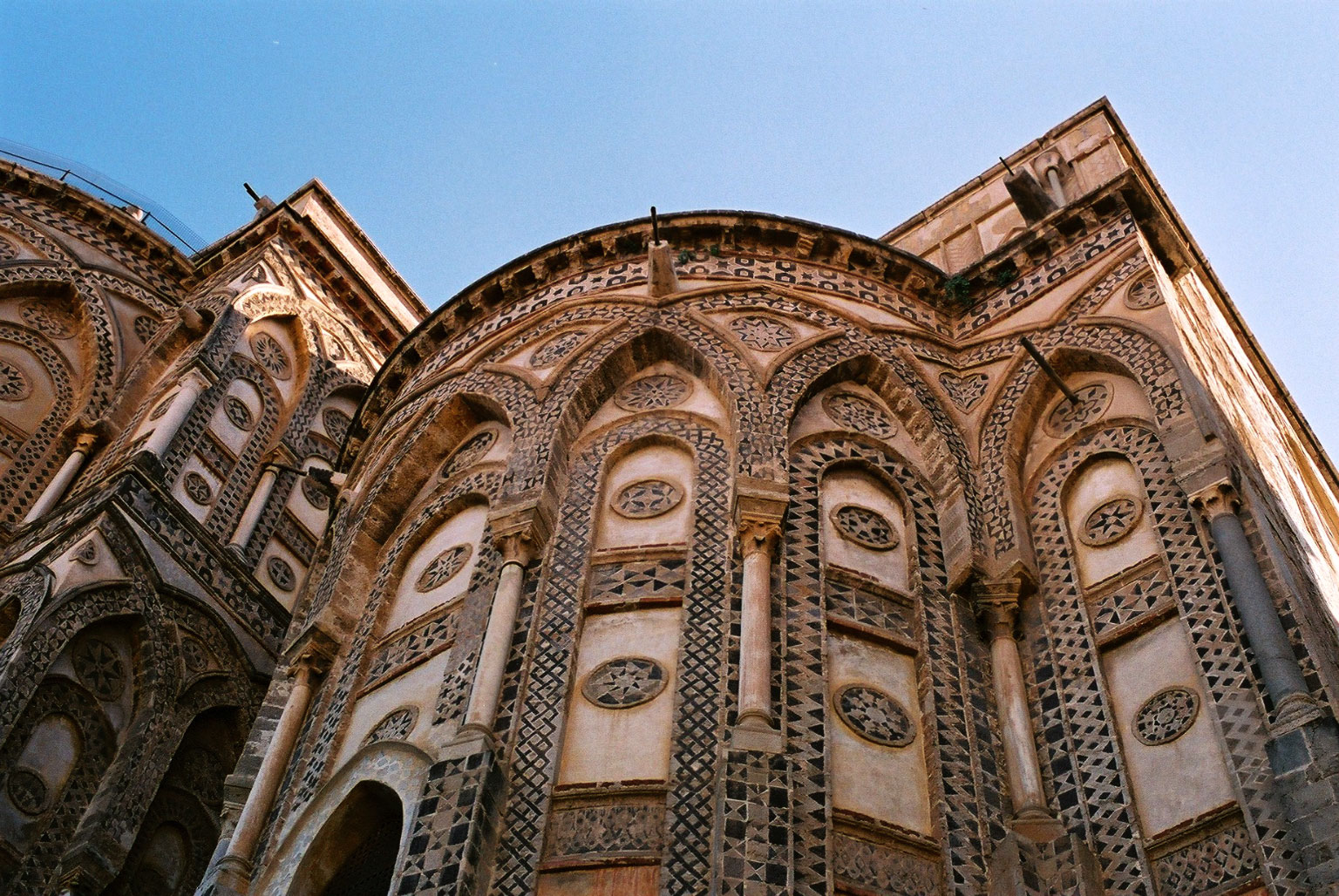
教会堂の後陣の壁
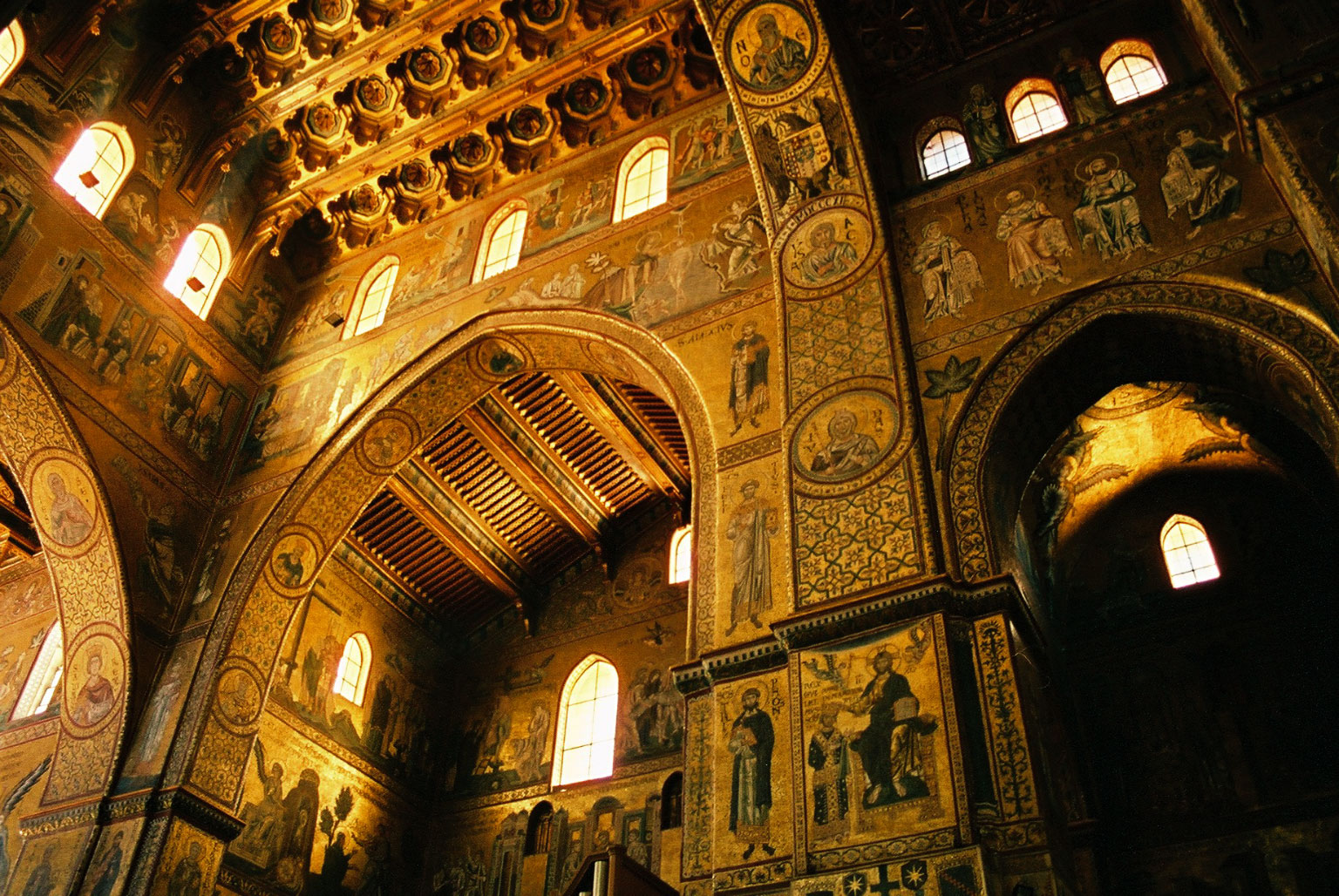
教会堂の内部

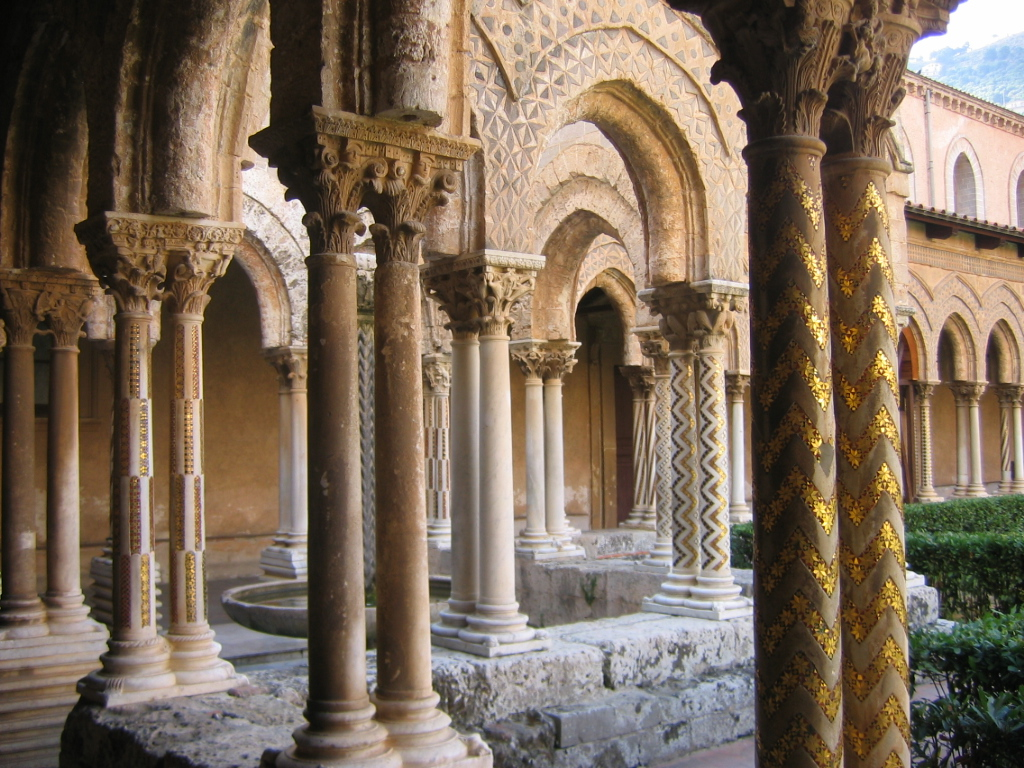
修道院

## 人物

### 著名な出身者
- ギド・メッシーナ - 1940-50年代に活躍した自転車競技選手

## 姉妹都市
- ビェルスコ＝ビャワ（ポーランド）